# Grantola
Grantola est une commune italienne de la province de Varèse dans la région Lombardie en Italie.

## Toponyme
De provenance incertaine, pourrait se référer au nom médiéval (Alle)grante ou G(a)rante.

## Administration
| Période                                  | Période  | Identité        | Étiquette | Qualité    |
| ---------------------------------------- | -------- | --------------- | --------- | ---------- |
| 8/6/2009                                 | En cours | Silvano Ronzani |           | commerçant |
| Les données manquantes sont à compléter. |          |                 |           |            |

### Hameaux
Torba, Bettolin, la Madonnetta, Belvedere, Cast.o Respiro, C.na Novella, C.na Monastero, San Pancrazio, Biciera, C.na Maniga, Marcona